# Młynówka (dopływ Nysy Małej)
Młynówka – potok w Polsce, w woj. dolnośląskim, na Pogórzu Kaczawskim.
Potok położony jest w południowo-zachodniej Polsce w południowej części Parku Krajobrazowego Chełmy, wypływa z Muchowskich Wzgórz Pogórza Kaczawskiego, na południowy zachód od Jawora, w odległości około 1,2 km na północ od centrum miejscowości Roztoka. Potok w całym swoim biegu płynie przez Park Krajobrazowy Chełmy.
Potok, o długości około 3,5 km, lewy dopływ Nysy Małej, należący do dorzecza Odry, zlewiska Morza Bałtyckiego. Źródła położone są na wysokości około 370 m n.p.m., po południowo-zachodniej stronie Muchowskich Wzgórz. Potok w górnym biegu spływa wąskim, krętym korytem przez zalesione tereny, w kierunku południowo-wschodnim. Przed miejscowością Nowa Wieś Wielka, opuszcza las i skręcając na wschód, płynie przez łąki w kierunku Małego Wąwozu Siedmicy, do którego wpływa na 2,4 km swojego biegu. Po przepłynięciu około 1,2 km potok opuszcza wąwóz i skręca na południowy wschód. Po około 0,4 km wpływa do rezerwatu przyrody Wąwóz Siedmica, gdzie tworzy przełom, wcinając się w skalne podłoże, odsłaniając skałki zieleńcowe. Na 5,6 km swojego biegu opuszcza Wąwóz Siedmica i płynie w kierunku Rezerwat przyrody Nad Groblą. Wpływając do rezerwatu, potok skręca na południe, a przy południowej granicy rezerwatu Nad Groblą na wschód i przed Wąwozem Grobla w przysiółku Kamienica uchodzi do Nysy Małej na wysokości około 295 m n.p.m. Potok odprowadza wody z południowej części Parku Krajobrazowego Chełmy. W większości swojego biegu jest nieuregulowany, o wartkim prądzie wody w okresach wzmożonych opadów i wiosennych roztopów.

## Dopływy
Dopływy potoku stanowi kilkanaście strumieni bez nazwy.

## Miejscowości, przez które przepływa
- Nowa Wieś Wielka, przysiółek Kamienica.